# Сайотес
Сайоте́с (каз. Сайөтес) — село у складі Мангистауського району Мангистауської області Казахстану. Адміністративний центр Сайотеського сільського округу.
У радянські часи село називалось Сай-Утьос, за незалежності — Отес.
Населення — 1883 особи (2021; 2272 у 2009, 1918 у 1999, 1762 у 1989).